# Katona Petra
Katona Petra (Mátészalka, 1992. június 15. –) csengeri származású énekesnő, dalszerző. Szólóénekesként A Dal 2021 tehetségkutató műsorban tűnt fel, ahol bejutott a verseny döntőjébe, és megnyerte Az Év felfedezettje díjat.

## Tanulmányai
Eleinte autodidakta módon fejlesztette magát, jelenleg Kiss Flóra tanítványa. Gyerekkorában klasszikus zongorát tanult, 2019-től gitározik és dobol.

## Tevékenysége
2012-ben két lánytestvérével csapatot alkotva, Soldiers néven az X-Faktor harmadik évadában szerepelt, ahol a mentorházig jutottak. Ezután több nagyobb hazai produkcióban tűnt fel vokalistaként, A Dal című eurovíziós nemzeti dalválasztó műsorban évekig közreműködött különböző előadók – többek között Vavra Bence, és az egykori ByTheWay – mögött.
2019 májusában, az Eurovíziós Dalfesztivál Tel-Avivban megrendezett első elődöntőjében, Pápai Joci produkcióját segítette háttérénekesként.
Szólóénekesként 2018 januárja óta lép fel, eleinte Feng Ya Ou oldalán, később állandó zenésztársával, Kovács Dániellel.
2020 elején négy hónapon keresztül egy óceánjáró hajó fellépője volt a Karib-tengeren, ahol estéről estére több száz fős nemzetközi közönség előtt énekelt.
2020. december 11-én bejelentették, hogy a Duna tehetségkutató műsorába, A Dal 2021-be bejutott a Viszlát Múlt című dala. Először 2021. február 13-án, a tehetségkutató műsor harmadik válogatójában lépett színpadra, ahol a zsűri szavazatai alapján holtversenyben az első helyen végzett, és továbbjutott az elődöntőbe. 2021. február 27-én, A Dal első elődöntőjéből a zsűri szavazatai alapján 39 ponttal holtversenyben az első helyen végzett, és továbbjutott a műsor döntőjébe. A 2021. március 13-án megrendezett döntőben a hetedik helyen végzett.
2021 júliusában megjelent második saját szerzeménye, a Szárnyalás.
2021 nyarán a Vándor Viadal országos középiskolás diákvetélkedő szervezőinek felkérésére megírta Jöttem, láttam, győztem című dalát, ami az esemény himnusza, valamint a versenyt bemutató magazinműsor főcímdala lett.

## Dalai
- Viszlát Múlt (2020)
- Szárnyalás (2021)
- Jöttem, láttam, győztem (VándorViadal 2021) (2021)

## Díjai, elismerései
- 2021: A Dal 2021 felfedezettje
- 2021: A Dal 2021 döntőse
- 2021: Petőfi Zenei Díj: Az Év Felfedezettje díj